# Doãn Tử Tư

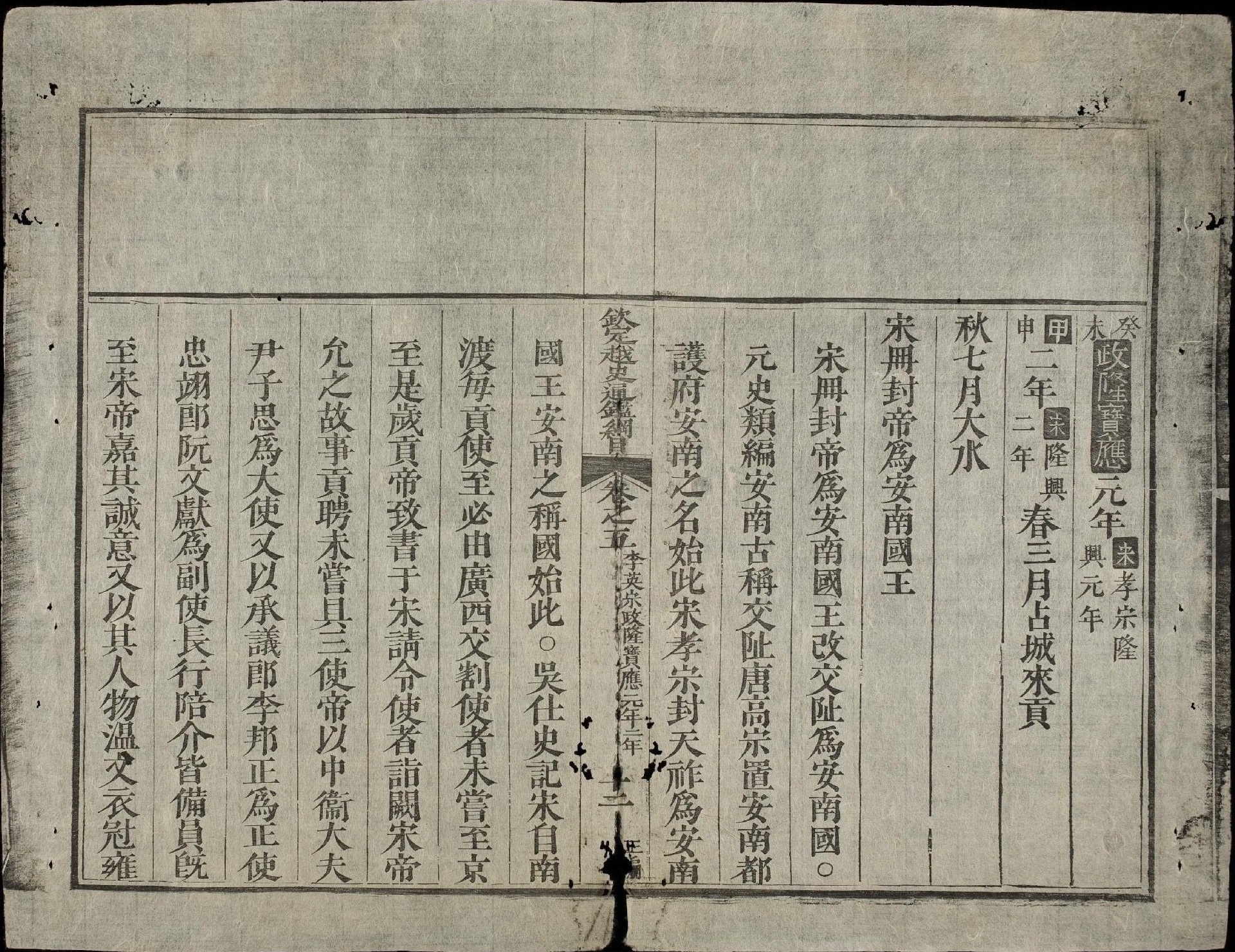
Khâm định Việt sử thông giám cương mục (欽定越史通鑑綱目): Doãn Tử Tư (尹子思) đi sứ sang Nam Tống, vua Tống (Hiếu Tông) phong cho vua Lý (Anh Tông) là An Nam Quốc vương (安南國王) (ngày 30 tháng 9 năm 1164).

Doãn Tử Tư (chữ Hán: 尹子思) (Đại Việt sử lược thì ghi là Doãn Tử Sung), quê làng Cổ Định thị trấn Nưa huyện Triệu Sơn tỉnh Thanh Hóa, là một nhà ngoại giao lớn của Việt Nam trong buổi đầu xây dựng nền độc lập tự chủ. Ông làm quan nhà Lý, dưới triều vua Lý Anh Tông, tới chức Trung vệ đại phu. Tháng 9 âm lịch năm Giáp Thân (1164) niên hiệu Chính Long Bảo Ứng thứ 2, ông được nhà vua cử làm đại sứ dẫn đầu một đoàn sứ bộ gồm có bản thân ông cùng Thừa nghị lang Lý Bang Chính (làm Chánh sứ), Trung dực lang Nguyễn Văn Hiến (Phó sứ) và đoàn tùy tùng sang thành Lâm An Hàng Châu (kinh đô của Nam Tống) để triều cống đồng thời khiến vua nhà Tống công nhận vua nhà Lý là An Nam quốc vương, và đã thành công. Đây là lần đầu tiên Hoàng đế Trung Hoa công nhận Việt Nam với tên là "An Nam quốc", thay vì trước đây chỉ xem Việt Nam là "Giao Chỉ quận", mặc dù Việt Nam (lúc đó có tên là Đại Việt) đã độc lập với Trung Quốc hơn hai, ba trăm năm trước đó. Tống sử viết: "九月甲申。...。乙未，交阯入貢" (Tháng 9 âm lịch năm Giáp Thân,..., ngày Ất Mùi (ngày 13 tháng 9 âm lịch năm Giáp Thân tức là ngày 30 tháng 9 năm 1164), Giao Chỉ sang triều cống). Tống sử chép tiếp: "隆興二年，天祚遣尹子思、鄧碩儼等貢金銀、象齒、香物" (Năm Long Hưng thứ 2 (Tống Hiếu Tông), Thiên Tộ (Lý Anh Tông) sai Doãn Tử Tư, Đặng Thạc Nghiễm lần lượt cống vàng bạc, ngà voi, hương vật (trầm hương).)
Tới năm 1173 niên hiệu Chính Long Bảo Ứng 11, ông lại được cử đi sứ sang Tống một lần nữa đem voi (số lượng là 10 con khác với lần trước) để vua Tống tế Nam Giao..

## Nhận định về việc đi sứ của Doãn Tử Tư
Sách Việt sử tiêu án của Ngô Thì Sĩ soạn năm 1775 có viết về việc đi sứ của Doãn Tử Tư như sau:
Vua sai Doãn Tử Tư sang thăm nhà Tống đưa cho 15 con voi đã dạy thuần rồi. Cuối năm Đại Định, vua Cao Tôn nhà Tống đình việc cống voi, đến lúc ấy vua Hiếu Tôn mới tức vị, đưa thư sang mua những con voi đã dạy thuần rồi, để rước khi đi tế giao, vua ta đưa cho 10 con voi làm lễ mừng tức vị, năm con voi dâng lên để dùng khi đại lễ, làm cái lầu trên lưng voi gọi là La nga (lầu trên lưng voi) và các đồ buộc ở ngà, chân và đầu voi, trang sức bằng vàng bạc, rồi mới đem cho. Tử Tư đi đến quán Hoài Dịch, vua Tống cho dẫn kiến và hỏi han úy lạo. Từ khi nhà Tống phải bỏ xứ Bắc qua sông sang miền Nam, thì khi sứ thần nước ta có sang chỉ đi đến Quảng Tây giao đồ cống, chứ chưa đến kinh đô, đến khi ấy Tử Tư làm Đại sứ chưa bao giờ có đủ 3 sứ thần, đến khi ấy cho Tử Tư làm Đại sứ, Lý Bang Chính làm Chánh sứ, Nguyễn Văn Hiến làm Phó sứ; người theo làm người giới thiệu đều đặt đủ; Vua Tống thấy ở xa mà đến, rất khen là trung thành, lễ tiếp đãi cũng khác hơn, và xuống chiếu gọi tên nước là An Nam quốc, cho ấn bằng vàng. Sử thần bàn rằng: Nước ta từ đời Hùng Vương giao thông với Trung Quốc, nhưng còn chưa được có địa vị ở Minh Đường, không được chép vào sách Xuân Thu, là khinh vì nước nhỏ. Đến đời Triệu Đà ở nhà vàng, xưng Đế, nhà Hán phải phong làm Nam Việt Vương, chỉ được ví với Chư hầu ở nội địa, cũng chưa có gì nêu ra là một nước. Sau lại ngoại thuộc Hán và Đường, chia nước ra thành quận, huyện. Đến đời Đinh, Lê thì có đất riêng, mới lập thành một nước, được gia cho chức quan Kiểm hiệu Tam súy, sau tiến lên chức Quận vương; các Vua triều Lý cũng đều như thế. Đến đời vua Anh Tôn một việc bang giao, chu toàn thân mật, sai 3 sứ thần đến quan ải, giữ đủ lễ, làm cho Trung Quốc biết nước đã văn minh, Tử Tư 2 lần đi sứ, tỏ được lòng thành cung thuận, vua Tống phải khen, cho vua ta được là Chân Vương, có quốc hiệu, sau này vẫn làm theo mà không đổi khác được, đó là công vua Anh Tôn, mà Tử Tư cũng đáng là vị sứ thần. Duy có điều để chữ "An" ở trên chữ "Nam", đó là người Tống có ý ngăn ngừa nước ta. Nay muốn chính danh chỉ gọi là Nam Việt, có lẽ phải chờ đến một vị anh quân.
Như vậy có thể thấy vai trò sứ thần ngoại giao của Doãn Tử Tư là không nhỏ trong việc xác lập quốc hiệu của Việt Nam. Nhưng cũng phải thấy rằng để đạt được điều này thì đã có hai yếu tố chính quyết định đến thành công của chuyến ngoại giao này, đó là:
- Sự suy yếu của nhà Tống
- sự lớn mạnh của Đại Việt thời nhà Lý mà cực thịnh vào các triều vua Lý Nhân Tông đến Lý Anh Tông.